# Tolkien Ensemble
Das Tolkien Ensemble ist ein dänisches Ensemble mit dem Ziel „der Welt erste vollständige musikalische Interpretation der Gedichte und Lieder aus Der Herr der Ringe“ zu erstellen.
Das Ensemble wurde 1995 von Caspar Reiff gegründet und hat von 1997 bis 2006 vier CDs sowie eine Sammlerbox veröffentlicht, in denen alle Gedichte und Lieder aus Der Herr der Ringe musikalisch umgesetzt wurden. Die Sammlerbox beinhaltet alle Lieder der vorausgegangenen CDs, jedoch wurden manche Stücke neu eingespielt, und die Reihenfolge an die Bücher angepasst.
Das Projekt wurde sowohl von der Tolkien Estate als auch dem Verlag HarperCollins unterstützt. Königin Margrethe II. von Dänemark erlaubte die Verwendung ihrer Illustrationen im CD-Layout.

## Besetzung
- Caspar Reiff und Peter Hall (Komposition, Gesang und Gitarre)
- Signe Asmussen (Gesang)
- Øyvind Ougaard (Akkordeon)
- Katja Nielsen (Kontrabass)
- Morten Ryelund (Violine)

und weitere.
Das Ensemble tritt in wechselnder Besetzung auf. Für die Deutschlandtournee 2009 waren Julie Lund, Sibeal Hill, Christine Nonbo, Katariina Roth, Øyvind Ougaard, Nick Keir und Caspar Reiff dabei. Peter Hall trat nur bei einigen Konzerten auf.

## Diskografie
- 1997: An Evening in Rivendell
- 2000: A Night in Rivendell
- 2002: At Dawn in Rivendell (Erzähler: Christopher Lee)
- 2005: Leaving Rivendell (Erzähler: Christopher Lee)
- 2006: Complete Songs & Poems (4-CD-Box mit allen vorgenannten CDs)
- 2008: Best of The Tolkien Ensemble